# Juan Carlos Moreno Cabrera
Juan Carlos Moreno Cabrera (Madrid, 1956) és un lingüista espanyol, catedràtic de Lingüística General a la Universitat Autònoma de Madrid.
Ha publicat diversos articles sobre la situació de la diversitat lingüística mundial i ha format part del comitè científic de l'"Informe sobre les Llengües del Món" de la Unesco. Destaca per les seves posicions polítiques en oposició a l'ús de l'idioma castellà en els territoris bilingües d'Espanya i en defensa dels drets de les llengües minoritzades. Ha dirigit l'adaptació al castellà de The Cambridge Encyclopedia of Language, de D. Crystal (Taurus, 1994). Va participar en el projecte Eurotyp (Tipologia de les Llengües d'Europa) de la European Science Foundation (1990-1994). Actualment, és membre del comitè científic de Linguamón - Casa de les Llengües. El novembre de 2012 impulsà el «Grup de Treball sobre la gestió del castellà en el marc d'una Catalunya indepedent», juntament amb altres lingüistes com Silvia Senz i Montserrat Alberte, per traçar un full de ruta per al castellà en una hipotètic marc polític català sobirà, on es rebutja de front la seva cooficialitat i es basa en l'estipulació d'estatus legals jerarquitzats, com per a altres llengües estrangeres, per tal de desactivar les ideologies, estratègies i discursos habitualment lligats a la llengua castellana.
Ha estat guardonat amb el Premi Internacional Ramon Llull 2014.

## Obra publicada
- 1987: Lógica Formal y Lingüística
- 1987: Fundamentos de Sintaxis General
- 1990: Lenguas del Mundo
- 1995: La lingüística Teórico-Tipológica
- 1998: Diccionario de Lingüística Neológico y Multilingüe
- 1998: Materiales para un curso de sintaxis general sobre la base de cuatro lenguas euroasiáticas
- 2000: Curso Universitario de Lingüística General
- 2000: La Dignidad e Igualdad de las lenguas
- 2003: Semántica y Gramática
- 2004: Introducción a la Lingüística
- 2006: De babel a pentecostes. Manifiesto plurilinguista.
- 2006: La dignidad e igualdad de las lenguas. Crítica de la discrimación lingüística
- 2008: El nacionalismo lingüístico: Una ideología destructiva
- 2010: Spanish is different. Introducción al español como lengua extranjera
- 2011: «“Unifica, limpia y fija.” La RAE y los mitos del nacionalismo lingüístico español», en S. Senz i M. Alberte: El dardo en la Academia, Barcelona: Melusina, vol. 1, pp. 157-314.
- 2011: Lengua, colonialismo y nacionalismo (Antología de artículos, 2004-2010).
- 2013: Cuestiones clave de la lingüística. Arxivat 2020-06-01 a Wayback Machine.
- 2014: Juan C. Moreno y J. L. Mendívil: On Biology, History and Culture in Human Language. Arxivat 2015-04-25 a Wayback Machine.
- 2014: Los dominios del español. Guía del imperialismo lingüístico panhispánico. Arxivat 2020-06-01 a Wayback Machine.
- 2014: L'imperi de la llengua comuna. Guia de l'imperialisme lingüístic espanyol.
- 2014: Tratado didáctico y crítico de lingüística general. Arxivat 2020-06-01 a Wayback Machine.
- 2015: Errores y horrores del españolismo lingüístico. Arxivat 2020-06-01 a Wayback Machine.